# 隆兴乡 (南充市)
隆兴乡，是中华人民共和国四川省南充市高坪区曾经下辖的一个乡。2019年10月，撤销隆兴乡、斑竹乡、南江乡，将其所属行政区域划归长乐镇管辖。

## 行政区划
隆兴乡撤销前下辖以下地区：
福龙桥村、五棕堂村、新桥沟村、西林沟村、晒阳坡村、丁家庙村、白洋桥村、石老婆村、混源寺村、粟家盖村、浸水寨村、高滩寺村、千佛寺村和峦鼓垌村。